# De principiis naturae, ad fratrem Sylvestrum

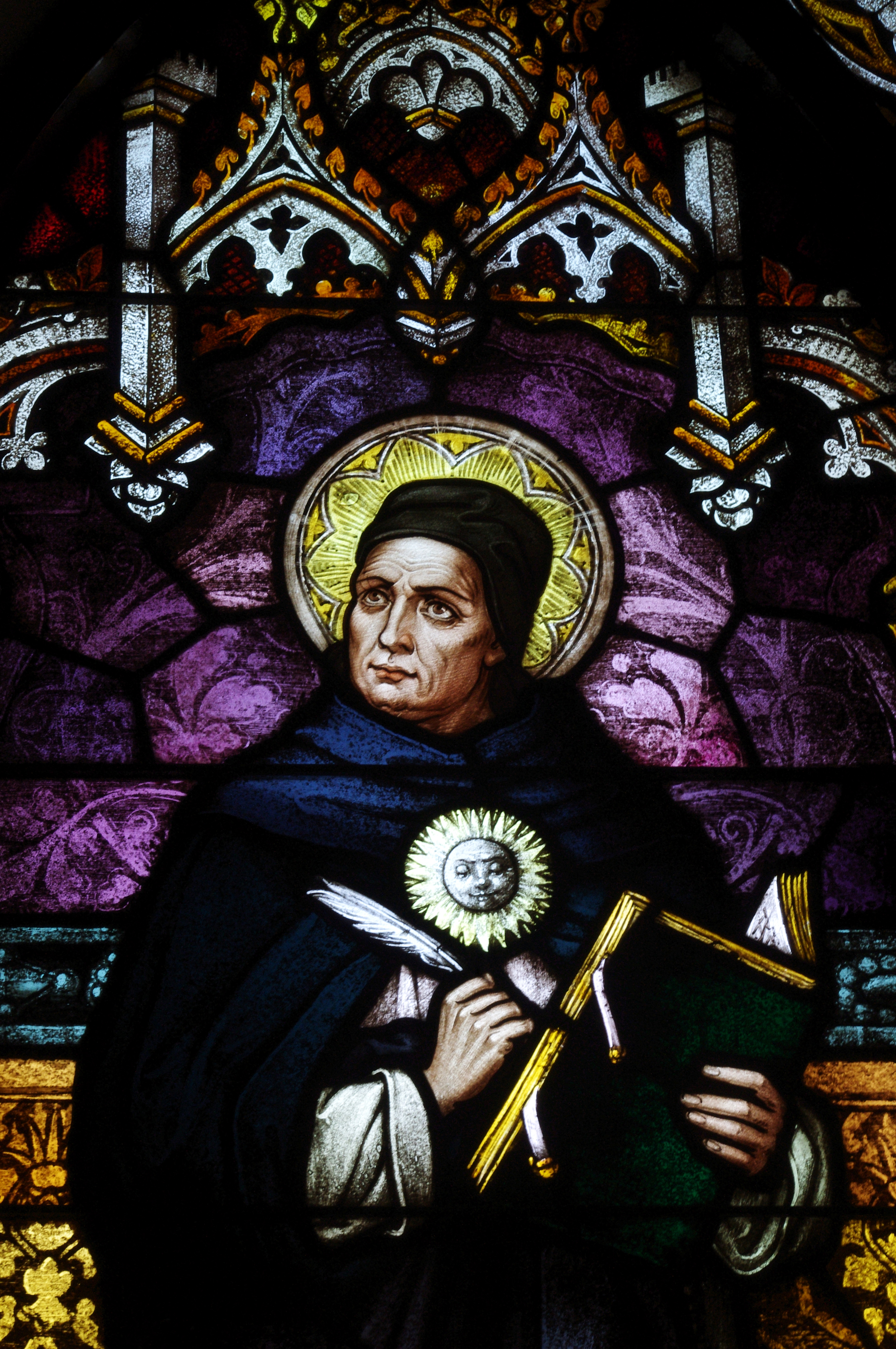
Vitral representando Tomás de Aquino na Igreja Católica de São José, em Central City, Kentucky.

De principiis naturae, ad fratrem Sylvestrum  é um tratado filosófico escrito por São Tomás de Aquino por volta de 1255, o que o torna uma de suas primeiras obras. Dirigido ao dominicano Silvestre, desenvolve a filosofia natural a partir de um ponto de vista aristotélico.

## Contexto
De principiis naturae foi produzido durante o bacharelado de Tomás, época em que ele também escreveu De ente et essentia. Ambas as obras têm uma abordagem introdutória que as torna úteis para apresentar o vocabulário filosófico do autor e geralmente são datadas por volta de 1255. De principiis naturae concentra-se em "ilustrar os princípios que podemos usar para ler a estrutura da realidade natural".
O texto se dedica a explicar os cinco princípios da natureza propostos pela tradição aristotélica: matéria, forma, privação, agente e fim. Essa escola filosófica se desenvolveu tanto como princípios ontológicos encontrados em coisas físicas quanto como princípios cognitivos essenciais à investigação científica. Em seu comentário sobre a Física de Aristóteles, Aquino distingue a abordagem usada no primeiro livro como focada nos "princípios das coisas naturais" e a do segundo livro como focada nos "princípios da ciência natural". De principiis naturae baseia-se neste último ponto de vista.
Avicena e Averróis foram propostos como influências particularmente significativas na produção da obra, já que provavelmente Aquino recorreu a eles devido às limitações das traduções aristotélicas de Michael Scot. De acordo com H. Dondaine, um responsável da Editio Leonina, "[a] única característica que se pode afirmar sem contestação é o papel dos Comentários de Averróis, a fonte quase exclusiva do opúsculo", uma conclusão baseada no tratamento dado por Aquino à analogia no sexto capítulo. Esta opinião foi questionada, no entanto, pois outras partes da obra parecem mostrar uma influência notável da Física de Avicena, que apresenta uma discussão sobre os princípios científicos da natureza em seu primeiro livro.

## Doutrina

### Capítulo 1
O trabalho começa com uma análise da mudança como conceito. Considerando que tudo o que pode ser visto na natureza parece estar sujeito a mudanças, tal mudança não pode ser descrita como uma passagem do nada absoluto para o ser, mas sim de um ser de um certo modo e sob uma forma determinada para um ser de outro modo e sob outra forma. Aquino segue Aristóteles ao explicar a mudança como uma transição do estar em potência para o estar em ato.

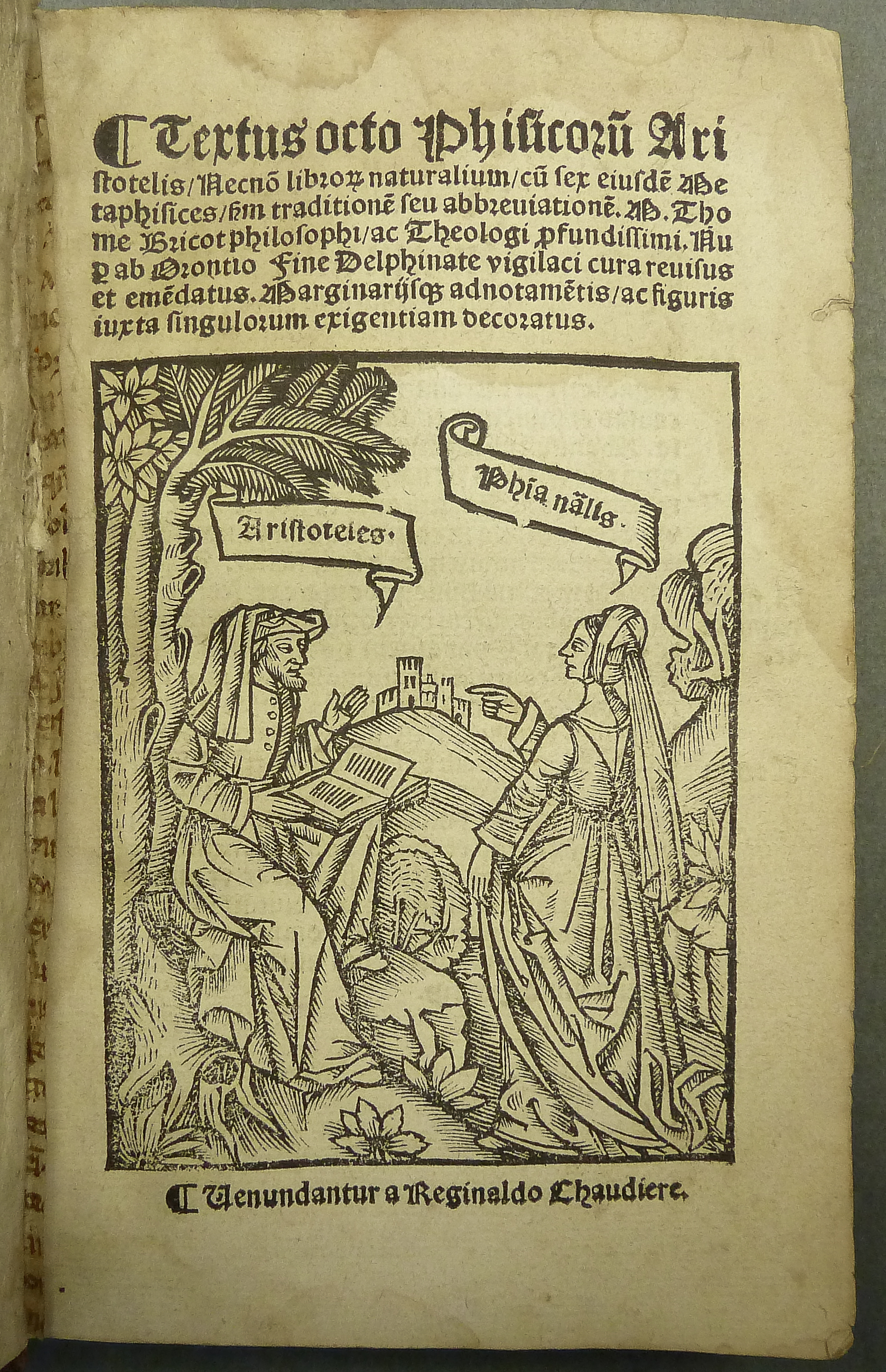
Xilogravura representando Aristóteles conversando com uma figura alegórica chamada "Philosophia naturalis".

Posteriormente, o autor distingue o ser como um conceito duplo que pode ser aplicado tanto ao "ser substancial" quanto ao "ser acidental". O ser substancial é o que é próprio de toda substância como substância, enquanto o ser acidental é o que é próprio de um acidente e que pode ser inerente a uma substância. Aquino exemplifica este último com a brancura de um homem, que não define o "homem" como tal porque não faz parte da definição da substância "homem". O ser substancial apresenta-se como absoluto na medida em que não depende de outro, enquanto o ser acidental é relativo porque não pode ser obtido sem o primeiro, pois lhe é acrescentado.
Seguindo a teoria aristotélica das formas, diz-se que toda forma requer um substrato potencial para recebê-la, que é identificado como "matéria" por Tomás de Aquino. A matéria é algo que pode receber diferentes formas e deve ser entendida de maneira dupla. De um ponto de vista substancial, pode-se falar de uma "matéria da qual", enquanto de um ponto de vista acidental ela está presente como uma "matéria na qual". Quanto ao ser substancial do homem, Aquino exemplifica dizendo que a "matéria da qual" o homem se origina como substância encontra-se no esperma e no sangue menstrual (seguindo o consenso da época), enquanto a mencionada branquitude como acidente tem o homem como "matéria na qual". Mais propriamente falando, a matéria do ser acidental pode ser chamada de "sujeito" e a matéria que tem o potencial de ser um ser substancial pode ser chamada de "material". O sujeito já possui um ser completo, enquanto a matéria o recebe daquilo que lhe chega (a forma substancial), pois tem um ser incompleto em si mesma. Portanto, a matéria depende da forma substancial para o seu ser, enquanto o acidente depende do sujeito.
Como tal ser é recebido em ato, Aquino ensina que toda forma (substancial ou acidental) deve estar em ato. Isso implica uma correspondência estrita entre potência e matéria, e entre ato e forma. No plano metafísico, o autor explica mais tarde, esta conclusão deve ser rejeitada.
Segundo Tomás de Aquino, as formas são recebidas por meio da transição da potência para o ato no processo de geração. Distinguem-se dois tipos de geração: no sentido próprio, a geração implica a aquisição de uma forma substancial; enquanto que no sentido relativo ou acidental, uma entidade pode adquirir uma forma acidental, como ser branca ou negra. A cessão de uma forma do seu lugar a outra é chamada de "corrupção", processo que também pode ser distinguido quanto ao seu sentido próprio (perda da forma substancial anterior) e seu sentido acidental (perda de uma forma acidental). Todos os processos na natureza, portanto, implicam geração ou corrupção, e passagem do ser em potência para o ser em ato e vice-versa. A única passagem do não-ser absoluto para o ser é a divina Creatio ex nihilo, que é conhecida através da revelação, apesar de ser negada por alguns filósofos naturais.
Aquino conclui que três princípios podem ser considerados atuantes na natureza: estar em potência, privação e estar em ato (ou como disse Aristóteles, matéria ou substrato, privação e forma). O teólogo exemplifica com uma estátua de cobre, na qual a matéria (cobre) com potencialidade de ser estátua sofre primeiro uma privação (não tendo a forma ou figura de uma estátua) e depois recebe a forma que lhe dará as características de estátua. Isso não implica que o cobre bruto no início não tivesse uma forma substancial que o tornasse cobre em vez de qualquer outro metal. A matéria nunca é encontrada na natureza sem qualquer forma, pois a matéria-prima é apenas um conceito mental, mas para se tornar uma estátua ela deve assumir uma forma diferente da anterior. 

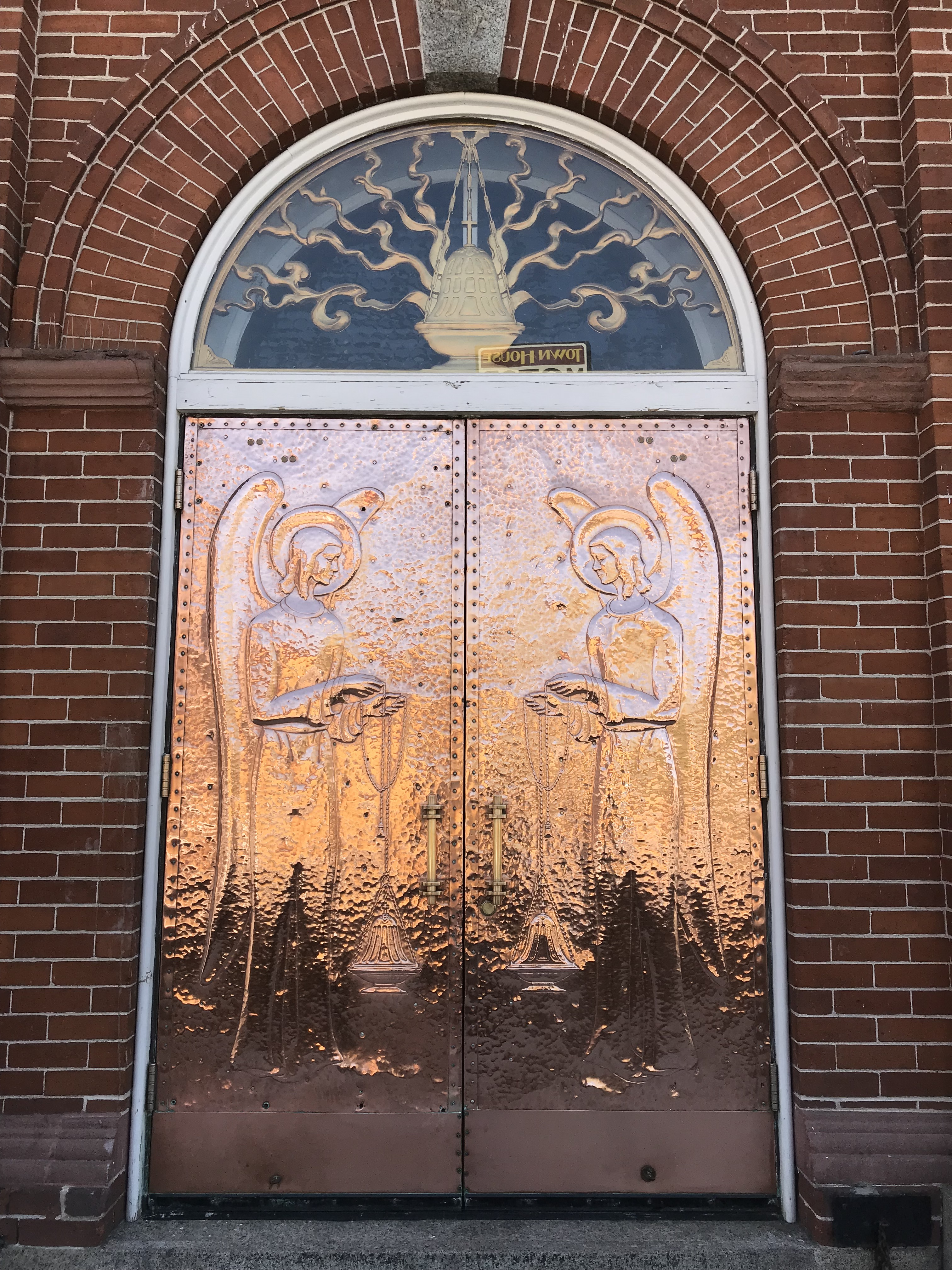
Portas de entrada de cobre na Catedral de São Tomás de Aquino, em Reno, Nevada.

### Capítulos 2 a 5
Aquino continua desenvolvendo os três princípios da natureza no segundo e terceiro capítulos. O autor descreve a matéria e a privação como idênticas em assunto, mas conceitualmente diferentes, pois, no cobre que ainda não foi transformado em estátua, o que é cobre e o que não tem forma são os mesmos, apesar de ambas as descrições terem origem em razões distintas. A privação é igual à matéria num sentido real, embora possam ser distinguidas, pois a primeira não é uma potência genérica, mas uma potência determinada em direção a uma forma determinada. Isto implica que a matéria e a privação coincidem no início do processo de geração, mas diferem no seu final, pois a matéria permanece sob outra forma que absorveu a privação.
Aquino segue Aristóteles ao afirmar que as formas não são geradas nem corrompidas, diferentemente das substâncias. Matéria e forma, como princípios essenciais de geração e corrupção, não estão sujeitos a um processo que implicaria uma regressão infinita. O processo de mudança é, portanto, circunscrito às substâncias, o composto de ambos os princípios. Esses princípios não são suficientes para descrever a mudança, no entanto, pois a existência de uma causa eficiente ou causa motora também é necessária para que o processo comece. Além disso, como toda mudança é realizada para atingir um fim (consciente ou não), os processos naturais também requerem uma causa final.
O autor chega às cinco condições de Aristóteles para os processos naturais, a saber, três princípios (matéria, privação e forma) e quatro causas (material, formal, agente e final). As causas materiais e formais são iguais à matéria e à forma. Aquino aplica essa distinção como a encontra na Física de Aristóteles, tendo em mente que o filósofo chamou as causas extrínsecas de "princípios" e as causas intrínsecas de "elementos" em sua Metafísica. O santo não vê isso como problemático e enfatiza o fato de que a privação não pode ser uma causa porque não contribui para o ser da substância gerada, mas espera-se que desapareça no processo. As causas eficientes e finais, da mesma forma, não podem ser descritas como princípios porque são principalmente extrínsecas à substância recém-gerada, mas são de fato causas, pois contribuem para o que está sendo gerado. Aquino desenvolve mais sobre causalidade e hilomorfismo no quarto e quinto capítulos.

### Capítulo 6
O sexto capítulo de De principiis naturae é dedicado a apresentar as visões do teólogo sobre "analogia". Aquino afirma que algo pode ser predicado de várias coisas de três maneiras diferentes: univocamente (quando a mesma palavra tem estritamente o mesmo significado em coisas diferentes), equivocadamente (quando a mesma palavra é usada para designar uma série de coisas com um significado diferente para cada uma) e analogicamente (quando a mesma palavra é usada para coisas diferentes, mas mantendo relação com algum significado principal). Tomás faz uso do tratamento dado por Aristóteles à palavra "saudável" em sua Metafísica, na qual a mesma palavra é aplicada a um corpo, a um alimento e à urina, pois, apesar de não significarem estritamente a mesma coisa, todas as definições convergem para o conceito de saúde. Aquino ensina que princípios analogamente comuns desempenham a mesma função ou estão no mesmo relacionamento, apesar de diferirem em existência. O autor termina a sua obra resumindo as diferentes formas de identidade que podem ser encontradas, quer nos indivíduos (identidade numérica), quer nas espécies (identidade específica), quer nos gêneros (identidade genérica) e entre gêneros (identidade analógica).